# Zwemmen op de Paralympische Zomerspelen 2016
Op de XVe Paralympische Zomerspelen, die in 2016 werden gehouden in Rio de Janeiro, Brazilië, was zwemmen een van de 23 sporten die werden beoefend.

## Medaillespiegel
| Plaats | Land                | NPC | Goud | Zilver | Brons | Totaal |
| 1      | China               | CHN | 37   | 30     | 25    | 92     |
| 2      | Oekraïne            | UKR | 25   | 24     | 25    | 74     |
| 3      | Verenigd Koninkrijk | GBR | 16   | 16     | 15    | 47     |
| 4      | Verenigde Staten    | USA | 14   | 14     | 9     | 37     |
| 5      | Australië           | AUS | 9    | 10     | 10    | 29     |
| 6      | Wit-Rusland         | BLR | 7    | 0      | 1     | 8      |
| 7      | Spanje              | ESP | 6    | 8      | 3     | 17     |
| 8      | Nieuw-Zeeland       | NZL | 6    | 2      | 2     | 10     |
| 9      | Brazilië            | BRA | 4    | 7      | 8     | 19     |
| 10     | Nederland           | NED | 4    | 6      | 11    | 21     |

## Uitslagen
LegendaWR = Wereldrecord   PR = Paralympisch record  ER = Europees record 

### Vrije slag

#### 50 m
| Mannen | Mannen   | Mannen | Mannen         | Mannen | Mannen               | Mannen | Mannen                 |
| Klasse | Tijd     | Goud   | Goud           | Zilver | Zilver               | Brons  | Brons                  |
| ------ | -------- | ------ | -------------- | ------ | -------------------- | ------ | ---------------------- |
| S3     | 39.24 WR | CHN    | Huang Wenpan   | UKR    | Dmytro Vynohradets   | CHN    | Hanhua Li              |
| S4     | 39.30    | KOR    | Giseong Jo     | FRA    | David Smétanine      | UKR    | Andrii Derevinskyi     |
| S5     | 32.78    | BRA    | Daniel Dias    | VIE    | Võ Thanh Tùng        | USA    | Roy Perkins            |
| S6     | 28.81    | CHN    | Qing Xu        | COL    | Nelson Crispin Corzo | CHN    | Hongguang Jia          |
| S7     | 27.35 WR | CHN    | Shiyun Pan     | UKR    | Ievgenii Bogodaiko   | COL    | Carlos Serrano Zárate  |
| S8     | 26.24    | CHN    | Yinan Wang     | UKR    | Bohdan Hrynenko      | UKR    | Iurii Bozhynskyi       |
| S9     | 25.95    | GBR    | Matthew Wylie  | AUS    | Timothy Disken       | JPN    | Takuro Yamada          |
| S10    | 23.33    | UKR    | Maksym Krypak  | BRA    | Phelipe Rodrigues    | UKR    | Denys Dubrov           |
| S11    | 25.57    | USA    | Bradley Snyder | JPN    | Keiichi Kimura       | CHN    | Bozun Yang             |
| S12    | 23.67    | UKR    | Maksym Veraksa | AZE    | Dzmitry Salei        | UKR    | Illia Yaremenko        |
| S13    | 23.44 PR | BLR    | Ihar Boki      | BRA    | Carlos Farrenberg    | UZB    | Muzaffar Tursunkhujaev |

| Vrouwen | Vrouwen  | Vrouwen | Vrouwen             | Vrouwen | Vrouwen                | Vrouwen | Vrouwen              |
| Klasse  | Tijd     | Goud    | Goud                | Zilver  | Zilver                 | Brons   | Brons                |
| ------- | -------- | ------- | ------------------- | ------- | ---------------------- | ------- | -------------------- |
| S4      | 40.13 PR | AUS     | Rachael Watson      | ITA     | Arjola Trimi           | MEX     | Nely Miranda Herrera |
| S5      | 36.87    | CHN     | Li Zhang            | BRA     | Joana Maria Silva      | CZE     | Bela Trebinova       |
| S6      | 33.43 PR | UKR     | Yelyzaveta Mereshko | UKR     | Viktoriia Savtsova     | AUS     | Tiffany Thomas Kane  |
| S7      | 32.42 PR | USA     | McKenzie Coan       | GER     | Denise Grahl           | GBR     | Susannah Rodgers     |
| S8      | 29.73 WR | AUS     | Maddison Elliott    | AUS     | Lakeisha Patterson     | CHN     | Jiang Shengnan       |
| S9      | 28.29 PR | USA     | Michelle Konkoly    | AUS     | Ellie Cole             | CHN     | Jiexin Wang          |
| S10     | 27.37 WR | CAN     | Aurelie Rivard      | NZL     | Sophie Pascoe          | CHN     | Yi Chen              |
| S11     | 30.73 WR | CHN     | Guizhi Li           | SWE     | Maja Reichard          | UKR     | Maryna Piddubna      |
| S12     | 27.53    | GBR     | Hannah Russell      | GER     | Naomi Maike Schnittger | ESP     | María Delgado        |
| S13     | 27.34 WR | UKR     | Anna Stetsenko      | UZB     | Muslima Odilova        | UZB     | S. Toshpulatova      |

#### 100 m
| Mannen | Mannen     | Mannen | Mannen                 | Mannen | Mannen                | Mannen | Mannen              |
| Klasse | Tijd       | Goud   | Goud                   | Zilver | Zilver                | Brons  | Brons               |
| ------ | ---------- | ------ | ---------------------- | ------ | --------------------- | ------ | ------------------- |
| S4     | 1:23.36    | KOR    | Gi Seong Jo            | CHN    | Zhipeng Jin           | NED    | Michael Schoenmaker |
| S5     | 1:10.11    | BRA    | Daniel Dias            | USA    | Roy Perkins           | GBR    | Andrew Mullen       |
| S6     | 1:04.70 PR | CUB    | Lorenzo Perez Escalona | COL    | Nelson Crispin Corzo  | UKR    | Oleksandr Komarov   |
| S7     | 1:00.82    | CHN    | Shiyun Pan             | COL    | Carlos Serrano Zarate | UKR    | Ievgenii Bogodaiko  |
| S8     | 56.80      | CHN    | Yinan Wang             | CHN    | Maodang Song          | GBR    | Josef Craig         |
| S9     | 56.23      | AUS    | Timothy Disken         | AUS    | Brenden Hall          | HUN    | Tamás Tóth          |
| S10    | 51.08      | UKR    | Maksym Krypak          | BRA    | André Brasil          | BRA    | Phelipe Rodrigues   |
| S11    | 56.15 WR   | USA    | Bradley Snyder         | CHN    | Bozun Yang            | JPN    | Keiichi Kimura      |
| S13    | 50.90 PR   | BLR    | Ihar Boki              | UKR    | Iaroslav Denysenko    | UKR    | Maksym Veraksa      |

| Vrouwen | Vrouwen    | Vrouwen | Vrouwen             | Vrouwen | Vrouwen            | Vrouwen | Vrouwen            |
| Klasse  | Tijd       | Goud    | Goud                | Zilver  | Zilver             | Brons   | Brons              |
| ------- | ---------- | ------- | ------------------- | ------- | ------------------ | ------- | ------------------ |
| S3      | 1:30.07 WR | KAZ     | Zulfiya Gabidullina | CHN     | Qiuping Peng       | UKR     | Olga Sviderska     |
| S5      | 1:18.85    | CHN     | Li Zhang            | ESP     | Teresa Perales     | BRA     | Joana Maria Silva  |
| S6      | 1:11.40 WR | UKR     | Yelyzaveta Mereshko | UKR     | Viktoriia Savtsova | GBR     | Ellie Robinson     |
| S7      | 1:09.99    | USA     | McKenzie Coan       | USA     | Cortney Jordan     | CHN     | Yajing Huang       |
| S8      | 1:04.73 PR | AUS     | Maddison Elliott    | AUS     | Lakeisha Patterson | GBR     | Stephanie Millward |
| S9      | 1:00.91 WR | USA     | Michelle Konkoly    | ESP     | Sarai Gascon       | AUS     | Ellie Cole         |
| S10     | 59.31 PR   | CAN     | Aurelie Rivard      | NZL     | Sophie Pascoe      | FRA     | Elodie Lorandi     |
| S11     | 1:08.03    | CHN     | Qing Xie            | CHN     | Guizhi Li          | NED     | Liesette Bruinsma  |
| S13     | 59.19      | UKR     | Anna Stetsenko      | USA     | Rebecca Meyers     | GBR     | Hannah Russell     |

#### 200 m
| Mannen | Mannen     | Mannen | Mannen       | Mannen | Mannen              | Mannen | Mannen             |
| Klasse | Tijd       | Goud   | Goud         | Zilver | Zilver              | Brons  | Brons              |
| ------ | ---------- | ------ | ------------ | ------ | ------------------- | ------ | ------------------ |
| S2     | 3:41.54 WR | CHN    | Benying Liu  | CHN    | Liankang Zou        | UKR    | Serhii Palamarchuk |
| S3     | 3:09.04 WR | CHN    | Wenpan Huang | UKR    | Dmytro Vynohradets  | CHN    | Hanhua Li          |
| S4     | 3:01.67    | KOR    | Giseong Jo   | NED    | Michael Schoenmaker | CHN    | Zhipeng Jin        |
| S5     | 2:27.88    | BRA    | Daniel Dias  | USA    | Roy Perkins         | GBR    | Andrew Mullen      |
| S14    | 1:56.32 PR | HKG    | Wai Lok Tang | GBR    | Thomas Hamer        | AUS    | Daniel Fox         |

| Vrouwen | Vrouwen    | Vrouwen | Vrouwen       | Vrouwen | Vrouwen                | Vrouwen | Vrouwen             |
| Klasse  | Tijd       | Goud    | Goud          | Zilver  | Zilver                 | Brons   | Brons               |
| ------- | ---------- | ------- | ------------- | ------- | ---------------------- | ------- | ------------------- |
| S5      | 2:48.33    | CHN     | Li Zhang      | ESP     | Teresa Perales         | NOR     | Sarah Louise Rung   |
| S14     | 2:03.30 PR | GBR     | Bethany Firth | GBR     | Jessica-Jane Applegate | NED     | Marlou van der Kulk |

#### 400 m
| Mannen | Mannen     | Mannen | Mannen              | Mannen | Mannen              | Mannen | Mannen                  |
| Klasse | Tijd       | Goud   | Goud                | Zilver | Zilver              | Brons  | Brons                   |
| ------ | ---------- | ------ | ------------------- | ------ | ------------------- | ------ | ----------------------- |
| S6     | 5:02.15    | ITA    | Francesco Bocciardo | NED    | Thijs van Hofweegen | CUB    | Lorenzo Perez Escalona  |
| S7     | 4:45.78    | GBR    | Michael Jones       | GBR    | Jonathan Fox        | NOR    | Andreas Skaar Bjornstad |
| S8     | 4:21.89 WR | GBR    | Oliver Hynd         | CHN    | Xu Haijiao          | CHN    | Wang Yinan              |
| S9     | 4:12.73    | AUS    | Brenden Hall        | ITA    | Federico Morlacchi  | GBR    | Lewis White             |
| S10    | 3:57.71 WR | UKR    | Maksym Krypak       | UKR    | Denys Dubrov        | CAN    | Benoit Huot             |
| S11    | 4:28.78    | USA    | Bradley Snyder      | USA    | Tharon Drake        | BRA    | Matheus Souza           |
| S13    | 3:55.62 PR | BLR    | Ihar Boki           | UKR    | Iaroslav Denysenko  | UZB    | Dmitriy Horlin          |

| Vrouwen | Vrouwen    | Vrouwen | Vrouwen             | Vrouwen | Vrouwen           | Vrouwen | Vrouwen             |
| Klasse  | Tijd       | Goud    | Goud                | Zilver  | Zilver            | Brons   | Brons               |
| ------- | ---------- | ------- | ------------------- | ------- | ----------------- | ------- | ------------------- |
| S6      | 5:17.01 WR | UKR     | Yelyzaveta Mereshko | CHN     | Song Lingling     | GBR     | Ellie Simmonds      |
| S7      | 5:05.77    | USA     | McKenzie Coan       | USA     | Cortney Jordan    | GBR     | Susannah Rodgers    |
| S8      | 4:40.33 WR | AUS     | Lakeisha Patterson  | USA     | Jessica Long      | GBR     | Stephanie Millward  |
| S9      | 4:42.56    | ESP     | Nuria Marques Soto  | AUS     | Ellie Cole        | CHN     | Xu Jialing          |
| S10     | 4:29.96 WR | CAN     | Aurelie Rivard      | AUS     | Monique Murphy    | FRA     | Elodie Lorandi      |
| S11     | 5:15.08    | NED     | Liesette Bruinsma   | ITA     | Cecilia Camellini | CHN     | Xie Qing            |
| S13     | 4:19.59 WR | USA     | Rebecca Meyers      | UKR     | Anna Stetsenko    | ESP     | Ariadna Edo Beltran |

### Rugslag

#### 50 m
| Mannen | Mannen   | Mannen | Mannen             | Mannen | Mannen             | Mannen | Mannen                    |
| Klasse | Tijd     | Goud   | Goud               | Zilver | Zilver             | Brons  | Brons                     |
| ------ | -------- | ------ | ------------------ | ------ | ------------------ | ------ | ------------------------- |
| S1     | 1:00.85  | UKR    | Hennadii Boiko     | ITA    | Francesco Bettella | UKR    | Anton Kol                 |
| S2     | 47.17 WR | CHN    | Liankang Zou       | CHN    | Benying Liu        | UKR    | Serhii Palamarchuk        |
| S3     | 44.94    | UKR    | Dmytro Vynohradets | CHN    | Wenpan Huang       | ITA    | Vincenzo Boni             |
| S4     | 43.12    | CZE    | Arnost Petracek    | CHN    | Yuntao Liu         | MEX    | Jesús Hernández Hernández |
| S5     | 35.40    | BRA    | Daniel Dias        | GBR    | Andrew Mullen      | HUN    | Zsolt Vereczkei           |

| Vrouwen | Vrouwen  | Vrouwen | Vrouwen        | Vrouwen | Vrouwen        | Vrouwen | Vrouwen           |
| Klasse  | Tijd     | Goud    | Goud           | Zilver  | Zilver         | Brons   | Brons             |
| ------- | -------- | ------- | -------------- | ------- | -------------- | ------- | ----------------- |
| S2      | 1:00.33  | SIN     | Pin Xiu Yip    | CHN     | Yazhu Feng     | UKR     | Iryna Sotska      |
| S3      | 48.49 WR | CHN     | Qiuping Peng   | CHN     | Guofen Meng    | NED     | Lisette Teunissen |
| S4      | 48.11    | CHN     | Jiao Cheng     | CHN     | Yue Deng       | UKR     | Maryna Verbova    |
| S5      | 43.03    | ESP     | Teresa Perales | CZE     | Bela Trebinova | NOR     | Sarah Louise Rung |

#### 100 m
| Mannen | Mannen     | Mannen | Mannen             | Mannen | Mannen               | Mannen | Mannen              |
| Klasse | Tijd       | Goud   | Goud               | Zilver | Zilver               | Brons  | Brons               |
| ------ | ---------- | ------ | ------------------ | ------ | -------------------- | ------ | ------------------- |
| S1     | 2:08.01 WR | UKR    | Hennadii Boiko     | ITA    | Francesco Bettella   | UKR    | Anton Kol           |
| S2     | 1:45.25 WR | CHN    | Zou Liankang       | CHN    | Liu Benying          | UKR    | Serhii Palamarchuk  |
| S6     | 1:10.84 WR | CHN    | Zheng Tao          | CHN    | Jia Hongguang        | UKR    | Iaroslav Semenenko  |
| S7     | 1:10.55    | UKR    | Ievgenii Bogodaiko | GBR    | Jonathan Fox         | BRA    | Ítalo Pereira       |
| S8     | 1:02.90 WR | CHN    | Cong Zhou          | GBR    | Oliver Hynd          | USA    | Robert Griswold     |
| S9     | 1:04.30    | HUN    | Tamás Tóth         | CHN    | Xiaobing Liu         | AUS    | Brenden Hall        |
| S10    | 57.24 WR   | UKR    | Maksym Krypak      | NED    | Olivier van de Voort | UKR    | Denys Dubrov        |
| S11    | 1:06.66 WR | UKR    | Dmytro Zalevskyi   | POL    | Wojciech Makowski    | USA    | Bradley Snyder      |
| S12    | 59.77      | UKR    | Sergii Klippert    | AZE    | Raman Salei          | USA    | Tucker Dupree       |
| S13    | 56.68 WR   | BLR    | Ihar Boki          | UKR    | Iaroslav Denysenko   | CAN    | Nicolas Guy Turbide |
| S14    | 59.82 PR   | KOR    | Lee In Kook        | NED    | Marc Evers           | JPN    | Takuya Tsugawa      |

| Vrouwen | Vrouwen    | Vrouwen | Vrouwen            | Vrouwen | Vrouwen             | Vrouwen | Vrouwen                |
| Klasse  | Tijd       | Goud    | Goud               | Zilver  | Zilver              | Brons   | Brons                  |
| ------- | ---------- | ------- | ------------------ | ------- | ------------------- | ------- | ---------------------- |
| S2      | 2:07.09 WR | SIN     | Yip Pin Xiu        | CHN     | Feng Yazhu          | UKR     | Iryna Sotska           |
| S6      | 1:21.43 WR | CHN     | Song Lingling      | CHN     | Lu Dong             | UKR     | Oksana Khrul           |
| S7      | 1:23.06    | CHN     | Ke Liting          | CHN     | Zhang Ying          | NZL     | Rebecca Dubber         |
| S8      | 1:13.02 PR | GBR     | Stephanie Millward | AUS     | Maddison Elliott    | USA     | Jessica Long           |
| S9      | 1:09.18 PR | AUS     | Ellie Cole         | ESP     | Nuria Marques Soto  | USA     | Hannah Aspden          |
| S10     | 1:07.04    | NZL     | Sophie Pascoe      | HUN     | Bianka Pap          | GBR     | Alice Tai              |
| S11     | 1:17.96    | NZL     | Mary Fisher        | CHN     | Cai Liwen           | SWE     | Maja Reichard          |
| S12     | 1:06.06 WR | GBR     | Hannah Russell     | UKR     | Yaryna Matlo        | ESP     | Maria Delgardo Nadal   |
| S13     | 1:08.30 WR | UKR     | Anna Stetsenko     | GBR     | Abby Kane           | AUS     | Katja Dedekind         |
| S14     | 1:04.05 WR | GBR     | Bethany Firth      | NED     | Marlou van der Kulk | GBR     | Jessica-Jane Applegate |

### Schoolslag

#### 50 m
| Mannen | Mannen   | Mannen | Mannen       | Mannen | Mannen       | Mannen | Mannen        |
| Klasse | Tijd     | Goud   | Goud         | Zilver | Zilver       | Brons  | Brons         |
| ------ | -------- | ------ | ------------ | ------ | ------------ | ------ | ------------- |
| SB2    | 50.65 WR | CHN    | Wenpan Huang | CHN    | Tingshen Li  | CHN    | Chaowen Huang |
| SB3    | 47.54 WR | CHN    | Zhipeng Jin  | ESP    | Miguel Luque | ITA    | Efrem Morelli |

| Vrouwen | Vrouwen | Vrouwen | Vrouwen    | Vrouwen | Vrouwen       | Vrouwen | Vrouwen        |
| Klasse  | Tijd    | Goud    | Goud       | Zilver  | Zilver        | Brons   | Brons          |
| ------- | ------- | ------- | ---------- | ------- | ------------- | ------- | -------------- |
| SB3     | 58.28   | CHN     | Jiao Cheng | UKR     | Mariia Lafina | MEX     | Patricia Valle |

#### 100 m
| Mannen | Mannen     | Mannen | Mannen                  | Mannen | Mannen               | Mannen | Mannen                |
| Klasse | Tijd       | Goud   | Goud                    | Zilver | Zilver               | Brons  | Brons                 |
| ------ | ---------- | ------ | ----------------------- | ------ | -------------------- | ------ | --------------------- |
| SB4    | 1:35.96    | CHN    | Junsheng Li             | BRA    | Daniel Dias          | COL    | Moises Fuentes Garcia |
| SB5    | 1:34.27    | SWE    | Karl Forsman            | KOR    | Woo Geun Lim         | MEX    | Pedro Rangel          |
| SB6    | 1:18.71 WR | UKR    | Ievgenii Bogodaiko      | COL    | Nelson Crispin Corzo | GER    | Torben Schmidtke      |
| SB7    | 1:12.50 WR | COL    | Carlos Serrano Zarate   | AUS    | Blake Cochrane       | CHN    | Hong Yang             |
| SB8    | 1:11.11    | ESP    | Oscar Salguero Galisteo | ITA    | Federico Morlacchi   | AUT    | Andreas Onea          |
| SB9    | 1:04.86    | RSA    | Kevin Paul              | UKR    | Denys Dubrov         | NED    | Duncan van Haaren     |
| SB11   | 1:10.08 WR | CHN    | Bozun Yang              | USA    | Tharon Drake         | JPN    | Keiichi Kimura        |
| SB12   | 1:06.82 PR | BLR    | Uladzimir Izotau        | AZE    | Dzmitry Salei        | UKR    | Maksym Veraksa        |
| SB13   | 1:04.94    | UKR    | Oleksii Fedyna          | UZB    | Firdavsbek Musabekov | BLR    | Ihar Boki             |
| SB14   | 1:06.67    | GBR    | Aaron Moores            | GBR    | Scott Quin           | NED    | Marc Evers            |

| Vrouwen | Vrouwen    | Vrouwen | Vrouwen                 | Vrouwen | Vrouwen                 | Vrouwen | Vrouwen              |
| Klasse  | Tijd       | Goud    | Goud                    | Zilver  | Zilver                  | Brons   | Brons                |
| ------- | ---------- | ------- | ----------------------- | ------- | ----------------------- | ------- | -------------------- |
| SB4     | 1:44.94    | NOR     | Sarah Louise Rung       | ITA     | Giulia Ghiretti         | SIN     | Rui Si Theresa Goh   |
| SB5     | 1:41.63    | UKR     | Yelyzaveta Mereshko     | UKR     | Viktoriia Savtsova      | CHN     | Lingling Song        |
| SB6     | 1:35.39 PR | AUS     | Tiffany Thomas Kane     | USA     | Sophia Elizabeth Herzog | GBR     | Charlotte Henshaw    |
| SB7     | 1:28.13 WR | USA     | Elizabeth Marks         | USA     | Jessica Long            | NED     | Lisa den Braber      |
| SB8     | 1:19.44    | CAN     | Katarina Roxon          | GBR     | Claire Cashmore         | IRL     | Ellen Keane          |
| SB9     | 1:15.49    | NED     | Lisa Kruger             | GBR     | Harriet Lee             | NED     | Chantalle Zijderveld |
| SB11    | 1:23.02 WR | CHN     | Xiaotong Zhang          | NED     | Liesette Bruinsma       | SWE     | Maja Reichard        |
| SB13    | 1:12.45 WR | UZB     | Fotimakhon Amilova      | GBR     | Rebecca Redfern         | USA     | Colleen Young        |
| SB14    | 1:12.62 PR | ESP     | Michelle Alonso Morales | GBR     | Bethany Firth           | NED     | Magda Toeters        |

### Vlinderslag

#### 50 m
| Mannen | Mannen   | Mannen | Mannen      | Mannen | Mannen             | Mannen | Mannen       |
| Klasse | Tijd     | Goud   | Goud        | Zilver | Zilver             | Brons  | Brons        |
| ------ | -------- | ------ | ----------- | ------ | ------------------ | ------ | ------------ |
| S5     | 35.04    | USA    | Roy Perkins | CHN    | Shiwei He          | BRA    | Daniel Dias  |
| S6     | 29.89 WR | CHN    | Qing Xu     | CHN    | Zheng Tao          | CHN    | Lichao Wang  |
| S7     | 28.41 WR | CHN    | Shiyun Pan  | UKR    | Ievgenii Bogodaiko | CHN    | Jingang Wang |

| Vrouwen | Vrouwen  | Vrouwen | Vrouwen          | Vrouwen | Vrouwen           | Vrouwen | Vrouwen             |
| Klasse  | Tijd     | Goud    | Goud             | Zilver  | Zilver            | Brons   | Brons               |
| ------- | -------- | ------- | ---------------- | ------- | ----------------- | ------- | ------------------- |
| S5      | 43.62    | CHN     | Xihan Xu         | NOR     | Sarah Louise Rung | ITA     | Giulia Ghiretti     |
| S6      | 35.58 PR | GBR     | Ellie Robinson   | UKR     | Oksana Khrul      | AUS     | Tiffany Thomas Kane |
| S7      | 35.07    | GBR     | Susannah Rodgers | USA     | Cortney Jordan    | NZL     | Nikita Howarth      |

#### 100 m
| Mannen | Mannen   | Mannen | Mannen                     | Mannen | Mannen             | Mannen | Mannen                 |
| Klasse | Tijd     | Goud   | Goud                       | Zilver | Zilver             | Brons  | Brons                  |
| ------ | -------- | ------ | -------------------------- | ------ | ------------------ | ------ | ---------------------- |
| S8     | 59.19 WR | CHN    | Maodang Song               | CHN    | Haijiao Xu         | CHN    | Guanglong Yang         |
| S9     | 59.27 PR | GRE    | Dimosthenis Michalentzakis | ITA    | Federico Morlacchi | HUN    | Tamás Sors             |
| S10    | 54.71 WR | UKR    | Denys Dubrov               | UKR    | Maksym Krypak      | BRA    | André Brasil           |
| S11    | 1:02.24  | ESP    | Israel Oliver              | JPN    | Keiichi Kimura     | UKR    | Oleksandr Mashchenko   |
| S13    | 53.85 WR | BLR    | Ihar Boki                  | UZB    | Kirill Pankov      | UZB    | Muzaffar Tursunkhujaev |

| Vrouwen | Vrouwen    | Vrouwen | Vrouwen           | Vrouwen | Vrouwen          | Vrouwen | Vrouwen            |
| Klasse  | Tijd       | Goud    | Goud              | Zilver  | Zilver           | Brons   | Brons              |
| ------- | ---------- | ------- | ----------------- | ------- | ---------------- | ------- | ------------------ |
| S8      | 1:09.04 PR | UKR     | Kateryna Istomina | GBR     | Stephanie Slater | USA     | Jessica Long       |
| S9      | 1:07.90    | CHN     | Jialing Xu        | ESP     | Sarai Gascon     | HUN     | Zsofia Konkoly     |
| S10     | 1:02.65 PR | NZL     | Sophie Pascoe     | CHN     | Yi Chen          | POL     | Oliwia Jablonska   |
| S13     | 1:03.25 WR | USA     | Rebecca Meyers    | UZB     | Muslima Odilova  | UZB     | Fotimakhon Amilova |

### Wisselslag

#### 150 m
| Mannen | Mannen     | Mannen | Mannen         | Mannen | Mannen             | Mannen | Mannen       |
| Klasse | Tijd       | Goud   | Goud           | Zilver | Zilver             | Brons  | Brons        |
| ------ | ---------- | ------ | -------------- | ------ | ------------------ | ------ | ------------ |
| SM3    | 2:40.19 WR | CHN    | Wenpan Huang   | UKR    | Dmytro Vynohradets | CHN    | Jianping Du  |
| SM4    | 2:23.12 WR | NZL    | Cameron Leslie | CHN    | Zhipeng Jin        | DEN    | Jonas Larsen |

| Vrouwen | Vrouwen | Vrouwen | Vrouwen    | Vrouwen | Vrouwen        | Vrouwen | Vrouwen  |
| Klasse  | Tijd    | Goud    | Goud       | Zilver  | Zilver         | Brons   | Brons    |
| ------- | ------- | ------- | ---------- | ------- | -------------- | ------- | -------- |
| SM4     | 2:49.69 | CHN     | Jiao Cheng | UKR     | Olga Sviderska | CHN     | Yue Deng |

#### 200 m
| Mannen | Mannen     | Mannen | Mannen             | Mannen | Mannen             | Mannen | Mannen          |
| Klasse | Tijd       | Goud   | Goud               | Zilver | Zilver             | Brons  | Brons           |
| ------ | ---------- | ------ | ------------------ | ------ | ------------------ | ------ | --------------- |
| SM6    | 2:38.47 WR | GBR    | Sascha Kindred     | CHN    | Hongguang Jia      | BRA    | Talisson Glock  |
| SM7    | 2:30.72 WR | UKR    | Ievgenii Bogodaiko | USA    | Rudy Garcia-Tolson | AUS    | Matthew Levy    |
| SM8    | 2:20.01 WR | GBR    | Oliver Hynd        | CHN    | Maodang Song       | CHN    | Haijiao Xu      |
| SM9    | 2:16.72    | ITA    | Federico Morlacchi | HUN    | Tamás Sors         | AUS    | Timothy Disken  |
| SM10   | 2:06.87    | UKR    | Denys Dubrov       | UKR    | Maksym Krypak      | UKR    | Dmytro Vanzenko |
| SM11   | 2:24.11    | ESP    | Israel Oliver      | UKR    | Viktor Smyrnov     | CHN    | Bozun Yang      |
| SM13   | 2:04.02 PR | BLR    | Ihar Boki          | UKR    | Iaroslav Denysenko | UKR    | Danylo Chufarov |
| SM14   | 2:10.29    | NED    | Marc Evers         | GBR    | Thomas Hamer       | JPN    | Keichi Nakajima |

| Vrouwen | Vrouwen    | Vrouwen | Vrouwen           | Vrouwen | Vrouwen                | Vrouwen | Vrouwen             |
| Klasse  | Tijd       | Goud    | Goud              | Zilver  | Zilver                 | Brons   | Brons               |
| ------- | ---------- | ------- | ----------------- | ------- | ---------------------- | ------- | ------------------- |
| SM5     | 3:15.83    | NOR     | Sarah Louise Rung | ESP     | Teresa Perales         | ISR     | Inbal Pezaro        |
| SM6     | 2:59.81 WR | GBR     | Ellie Simmonds    | CHN     | Song Lingling          | AUS     | Tiffany Thomas Kane |
| SM7     | 2:57.29    | NZL     | Nikita Howarth    | CAN     | Tess Routliffe         | USA     | Cortney Jordan      |
| SM8     | 2:40.23    | USA     | Jessica Long      | GBR     | Stephanie Millward     | AUS     | Lakeisha Patterson  |
| SM9     | 2:35.64    | CHN     | Lin Ping          | ESP     | Sarai Gascon           | GBR     | Amy Marren          |
| SM10    | 2:24.90 WR | NZL     | Sophie Pascoe     | CAN     | Aurelie Rivard         | HUN     | Bianka Pap          |
| SM11    | 2:49.87    | NED     | Liesette Bruinsma | SWE     | Maja Reichard          | CHN     | Xie Qing            |
| SM13    | 2:24.66    | USA     | Rebecca Meyers    | UZB     | Fotimakhon Amilova     | UZB     | S. Toshpulatova     |
| SM14    | 2:19.55 PR | GBR     | Bethany Firth     | GBR     | Jessica-Jane Applegate | NED     | Marlou van der Kulk |

## Estaffette

### 4 x 50 m Vrije slag
| Gemengd | Gemengd  | Gemengd    | Gemengd |
| #       | Land     | Tijd       |         |
| ------- | -------- | ---------- | ------- |
| Goud    | China    | 2:18.03 WR |         |
| Zilver  | Brazilië | 2:25.45    |         |
| Brons   | Oekraïne | 2:30.66    |         |

### 4 x 100 m Vrije slag
| Mannen | Mannen   | Mannen  |
| #      | Land     | Tijd    |
| ------ | -------- | ------- |
| Goud   | Oekraïne | 3:48.11 |
| Zilver | Brazilië | 3:48.98 |
| Brons  | China    | 3:50.41 |

| Vrouwen | Vrouwen          | Vrouwen    |
| #       | Land             | Tijd       |
| ------- | ---------------- | ---------- |
| Goud    | Australië        | 4:16.65 WR |
| Zilver  | Verenigde Staten | 4:20.10    |
| Brons   | China            | 4:24.22    |

### 4 x 200 m Wisselslag
| Mannen | Mannen   | Mannen  |
| #      | Land     | Tijd    |
| ------ | -------- | ------- |
| Goud   | China    | 4:06.44 |
| Zilver | Oekraïne | 4:07.89 |
| Brons  | Brazilië | 4:17.51 |

| Vrouwen | Vrouwen          | Vrouwen    |
| #       | Land             | Tijd       |
| ------- | ---------------- | ---------- |
| Goud    | Groot-Brittannië | 4:45.23 WR |
| Zilver  | Australië        | 4:45.85    |
| Brons   | Verenigde Staten | 4:50.34    |

Atletiek · Bankdrukken · Basketbal · Blindenvoetbal · Boogschieten · Boccia · CP-voetbal · Goalball · Judo · Kanovaren · Paardensport · Roeien · Rugby · Schermen · Schietsport · Tafeltennis · Tennis · Triatlon · Volleybal · Wielersport · Zeilen · Zwemmen
Rome 1960 ·
Tokio 1964 ·
Tel Aviv 1968 ·
Heidelberg 1972 ·
Toronto 1976 ·
Arnhem 1980 ·
New York & Stoke Mandeville 1984 ·
Seoel 1988 ·
Barcelona 1992 ·
Atlanta 1996 ·
Sydney 2000 ·
Athene 2004 ·
Peking 2008 ·
Londen 2012 ·
Rio de Janeiro 2016 ·
Tokio 2020 ·
Parijs 2024 ·
Los Angeles 2028